# 10041 Parkinson
10041 Parkinson este un asteroid din centura principală de asteroizi.

## Descriere
10041 Parkinson este un asteroid din centura principală de asteroizi. A fost descoperit pe 24 aprilie 1985 la Observatorul Palomar de Carolyn S. Shoemaker și Eugene M. Shoemaker. Asteroidul prezintă o orbită caracterizată de o semiaxă mare de 2,32 ua, o excentricitate de 0,20 și o înclinație de 23,2° în raport cu ecliptica.